# Staktjärn (naturreservat)
Staktjärn är ett naturreservat i Hedemora kommun i Dalarnas län.
Området är naturskyddat sedan 2011 och är 17 hektar stort. Reservatet består av gammal tallskog med inslag av gammal grov gran.